# Instituto Luce
O Instituto Luce (em italiano:  Istituto Luce, acrónimo de L'Unione Cinematografica Educativa; em português: União Cinematográfica Educativa) foi uma empresa italiana, criada em 1924 durante a ditadura fascista na Itália.  
Com sede em Roma, era responsável pela produção e distribuição de filmes e documentários destinados ao cinema. Famoso por ter sido uma ferramenta poderosa de propaganda do regime fascista, é considerado a mais antiga instituição pública dedicada à produção e distribuição de materiais cinematográficos para fins didáticos e informativos a nível nacional e internacional.

## História
O Instituto Luce foi fundado em 1924 por Luciano De Feo como uma sociedade por ações, e, de seguida, Benito Mussolini o governou através do real decreto-lei n.º 1985 de 5 de novembro de 1925, como uma "instituição moral" de direito público sem fins lucrativos.
Em julho de 1925, a Presidência do Conselho de Ministros enviou uma circular aos ministros do Interior, da Educação, Economia e das Colónias, pedindo-lhes para que usassem exclusivamente o Instituto Luce para seus propósitos específicos, educacionais e propagandas.
Em 1927, cria o jornal cinematográfico Giornale Luce, que era projetado obrigatoriamente em todos os cinemas italianos, antes da exibição dos filmes.
Em 1935, o Instituto Luce estabeleceu a Ente nazionale industrie cinematografiche (ENIC), entrando diretamente na produção cinematográfica: um dos primeiros filmes produzidos foi Scipione l'africano de Carmine Gallone. Em 1936, o Instituto Luce deixa de depender diretamente do chefe de governo e fica a cargo do Ministério da Cultura Popular.
Após a guerra, a empresa continuou a produzir inúmeros filmes e documentários (realizados, entre outros, por Pupi Avati, Marco Bellocchio, Claude Chabrol, Liliana Cavani, Mario Monicelli, Ermanno Olmi e Ettore Scola). Em 2009, a empresa fundiu-se com a Cinecittà Holding SpA, formando a sociedade anónima: Cinecittà Luce SpA, que em 2011 passou a chamar-se Istituto Luce Cinecittà.
Em julho de 2012, uma grande coleção de filmes (cerca de 30 000) foi disponibilizada ao público, graças a um acordo com a Google, através de um canal no YouTube.